# Mazuwa Nsumbu
Emmanuel Mazuwa Nsumbu (* 24. September 1982 in Kinshasa) ist ein ehemaliger kongolesischer Fußballspieler.

## Karriere
Mazuwa Nsumbu spielte zu Beginn seiner Karriere in seiner Heimat für Tula-Mpaka und AS Vita Club. 2003 wechselte er nach Israel und spielte für Hapoel Haifa, Beitar Jerusalem, Maccabi Netanja, Hapoel Tel Aviv und FC Bnei Sachnin. Seinen einzigen Erfolg in Israel feierte der Mittelfeldspieler bei Hapoel Haifa mit dem Gewinn der Liga Leumit in der Saison 2003/04.
Nach seiner Zeit in Israel ging der Kongolese in die Türkei und unterschrieb bei Kocaelispor. Am Ende der Saison 2008/09 stieg der Verein in die 2. Liga ab und er verließ daraufhin die Mannschaft und heuerte bei Istanbul BB an. Dort wurde er jedoch wenig eingesetzt, weshalb man seinen Vertrag vorzeitig kündigte. Die Saison 2011/12 verbrachte Nsumbu bei Lapta TBSK in der türkischen Republik Nordzypern.
Ab der Saison 2012/13 spielte er wieder in der Türkei für Samsunspor. Doch diesen Verein verließ Nsumba bereits nach einer halben Saison und schloss sich im April 2013 nach kurzer Vereinslosigkeit FELDA United in der Malaysia Premier League an. Von 2015 an spielte Nsumbu noch zwei Jahre in seiner Heimat bei Daring Club Motema Pembe und beendete anschließend seine aktive Karriere.